# Penápolis (ort)
Penápolis är en ort i Brasilien.   Den ligger i kommunen Penápolis och delstaten São Paulo, i den södra delen av landet, 700 km söder om huvudstaden Brasília. Penápolis ligger 414 meter över havet och antalet invånare är 54 477.
Terrängen runt Penápolis är platt. Penápolis är det största samhället i trakten.
Runt Penápolis är det i huvudsak tätbebyggt. Runt Penápolis är det ganska tätbefolkat, med 83 invånare per kvadratkilometer.